# Кост, Паскаль
Паскаль Кост (фр. Pascal Coste; 26 ноября 1787 — 8 февраля 1879, Марсель) — французский архитектор и востоковед.

## Биография
Родился в семье плотника. С детства имея склонности к архитектуре, учился сначала у Мишеля-Робера Пеншо, затем поступил в 1814 году в Национальную высшую школу изящных искусств в Париже. В 1817 году уехал по приглашению в Египет, где стал придворным архитектором Мухаммеда Али.
Во Францию вернулся в 1825 году с большим количеством рисунков зданий, сделанных им в Каире; вскоре вновь уехал в Египет, где занял пост главного инженера Нижних провинций, но из-за тяжёлого для него климата вернулся в 1829 году во Францию. На родине благодаря поддержке Пеншо получил место профессора архитектуры в Школе изящных искусств и преподавал там до 1861 года, когда стал одним из основателей научного общества Атенеума. В 1844 году стал главным архитектором города Марселя. Ближе к концу жизни был награждён орденом Почётного легиона.
Параллельно с педагогической работой часто предпринимал длительные научные поездки в различные страны Европы и Азии, в том числе в 1839—1841 годах путешествовал по Персии и Османской империи вместе с художником и археологом Эженом Фланденом, в соавторстве с которым затем написал шеститомный труд «Voyage en Perse» (1851).
Другие важнейшие его работы:
- «Architecture arabe ou monuments du Kaire, mesurés et dessinés de 1818 à 1826» (1837);
- «Monuments modernes de la Perse mesurés, dessinés et décrits» (1867).

Умер 8 февраля 1879 года, похоронен на марсельском кладбище Сен-Пьер (фр. Cimetière Saint-Pierre (Marseille)).